# Ljugarn
Ljugarn est une localité de Suède dans la commune de Gotland située dans le comté de Gotland.

## Démographie
Sa population était de 195 habitants en 2020.